# Inversodicraea warmingiana
Inversodicraea warmingiana là một loài thực vật có hoa trong họ Podostemaceae. Loài này được Engl. mô tả khoa học đầu tiên..